# Wahlkreis Schmölln – Altenburg II
Der Wahlkreis Schmölln – Altenburg II war ein Landtagswahlkreis zur Landtagswahl in Thüringen 1990, der ersten Landtagswahl nach der Wiedergründung des Landes Thüringen. Er hatte die Wahlkreisnummer 31.
Der Wahlkreis umfasste den kompletten damaligen  Landkreises Schmölln mit folgenden Städten und Gemeinden: Altkirchen, Dobitschen, Drogen, Göllnitz, Gößnitz, Großstöbnitz, Heukewalde, Heyersdorf, Jonaswalde, Löbichau, Lumpzig, Mehna, Nöbdenitz, Podelwitz, Ponitz, Posterstein, Schmölln, Taupadel, Thonhausen, Vollmershain, Weißbach, 
Wildenbörten und Zehma sowie Teile des damaligen Landkreises Altenburg mit folgenden Städten und Gemeinden: Falkenhain, Fockendorf, Gerstenberg, Göhren, Großröda, Haselbach, Kriebitzsch, Lehma, Lödla, Lucka, Meuselwitz, Monstab, Mumsdorf, Naundorf, Prößdorf, Rositz, Starkenberg, Tegkwitz, Treben, Wintersdorf und Zetzscha.

## Ergebnisse
Die Landtagswahl 1990 fand am 14. Oktober 1990 statt und hatte folgendes Ergebnis für den Wahlkreis Schmölln – Altenburg II:
| Direktkandidat | Partei (Kürzel) | Erststimmen (%) | Zweitstimmen (%) |
| -------------- | --------------- | --------------- | ---------------- |
| Fritz Schröter | CDU             | 46,9            | 47,4             |
|                | Chr. L          | -               | 00,3             |
|                | DFD             | -               | 00,7             |
|                | REP             | -               | 00,9             |
|                | DBU             | -               | 00,5             |
|                | DSU             | 05,9            | 03,9             |
|                | F.D.P.          | 07,9            | 07,7             |
|                | LL-PDS          | 09,2            | 109,1            |
|                | NPD             | -               | 00,3             |
|                | NFGRDJ          | 04,8            | 04,2             |
|                | SPD             | 24,4            | 24,5             |
|                | UFV             | 00,9            | 00,6             |

Es waren 53.472 Personen wahlberechtigt. Die Wahlbeteiligung lag bei 63,3 %.  Als Direktkandidat wurde Fritz Schröder (CDU) gewählt. Er erreichte 46,9 % aller gültigen Stimmen.